# نیروی تاکتیکی
نیروی تاکتیکی (انگلیسی: Tactical Force) یک فیلم ویدئویی کانادایی در ژانر اکشن است که در سال ۲۰۱۱ منتشر شد. از بازیگران آن می‌توان به استیو آستین و مایکل جای وایت اشاره کرد.